# Zouk-love
Zouk-love este un gen de muzică populară franceză din India de Vest. Este un stil derivat din zouk, mai lent și mai dramatic, similar cu stilul kizomba din Africa. Printre interpreții cunoscuți se numără Edith Lefel și Gilles Floro din India de Vest, Philipe Monteiro din Africa și Suzanna Lubrano și Gil Semedo din Olanda.